# ديفيد واتكينز (سياسي)
ديفيد واتكينز هو سياسي أمريكي، ولد في 10 مارس 1943. نشط حزبياً في الحزب الديمقراطي. وقد انتخب عضو مجلس نواب كنتاكي ‏.